# Line Werngreen
Line Werngreen (født 9. juli 1995 i Nykøbing Falster) er en tidligere dansk håndboldspiller, som sluttede karrieren i Roskilde Håndbold. Inden sit skifte Roskilde Håndbold spillede hun i Damehåndboldligaen for Nykøbing Falster Håndboldklub. Hun debuterede på det danske ungdomslandshold den 23. september 2010 i en kamp mod Spanien. Hun har tidligere spillet for GOG under sit efterskoleophold på Oure Idrætsefterskole.